# Carbajosa de la Sagrada
Carbajosa de la Sagrada és un municipi de la província de Salamanca, a la comunitat autònoma de Castella i Lleó. Limita al Nord amb Santa Marta de Tormes, a l'Est amb Pelabravo, al Sud-est amb Calvarrasa de Arriba, al Sud amb Arapiles i al Nordoeste amb Salamanca.

## Demografia
| 1991 | 1996 | 2001 | 2004 |
| ---- | ---- | ---- | ---- |
| 673  | 1126 | 2290 | 3111 |